# Siargao
Siargao je ostrov na Filipínách. Leží ve Filipínském moři severovýchodně od Mindanaa a 800 km jihovýchodně od Manily. Patří k provincii Surigao del Norte v regionu Caraga. Je rozdělen na osm obcí: Burgos, Dapa, Del Carmen, General Luna, San Benito, Pilar, San Isidro a Santa Monica. Počet obyvatel se odhaduje na 200 000, převládajícím jazykem je surigaononština a převládajícím vyznáním římskokatolické.
Ostrov má rozlohu 437 km². Má tvar slzy, je lemován mangrovy a plážemi s bílým pískem. Pláž Magpupungko je proslulá bizarními skalními útvary. Na východním pobřeží se nachází zátoka Port Pilar. Vnitrozemí je porostlé tropickým deštným lesem. Nejvyšším vrcholem je Baliuko s nadmořskou výškou 158 m.
Siargao je populární surfařskou destinací. Díky blízkosti Filipínského příkopu je na zdejším pobřeží mimořádně vysoký příboj. Místo nazvané Cloud 9 bylo zařazeno časopisem Surfer mezi deset nejlepších surfařských lokalit světa. V prostředí místních surfařů se odehrává filipínský film Siargao z roku 2017. Turistickému ruchu slouží letiště Sayak. V okolí ostrova byla v roce 1996 vyhlášena největší chráněná mořská oblast na Filipínách. Žije zde krokodýl mořský.
Název ostrova je odvozen ze slova saliargaw označujícího místní rostlinu Premna odorata. V roce 1543 zde jako první Evropan přistál Bernardo de la Torre a nazval ostrov Isla de las Palmas. Hlavním produktem místního zemědělství jsou kokosové ořechy. V roce 2021 zasáhl ostrov tajfun Rai, zabil 140 obyvatel a způspbil škody ve výši přibližně 20 miliard pesos.